# Río Tunjuelito
Le río Tunjuelito est un fleuve de Colombie.

## Géographie
Le río Tunjuelito prend sa source dans la cordillère Orientale, au sud de Bogota. Il coule ensuite vers le nord avant de traverser la ville et de rejoindre vers le nord-ouest le río Bogotá, au nord de la municipalité de Soacha.
Un système de trois barrages hydrauliques modère son cours. Il s'agit, de l'amont vers l'aval, des lacs Los Tunjos, Chisaca et La Regardera.